# 海因茨·诺伊曼
海因茨·诺伊曼（德語：Heinz Neumann，1902年7月6日—1937年11月26日），德国共产党政治人物、记者，共产国际成员，《红旗报》主编，魏玛共和国国会议员。生于柏林，1927年8月参加中国共产党的八七会议，12月协助参与广州暴动。苏联大清洗时被处决。夫人为玛格丽特·布伯-诺伊曼，被捕后于1940年被苏联移送给纳粹德国。